# Hjalmar Karlsson
Ernst Hjalmar Karlsson  (Örebro, 1 maart 1906 - Ekerö, 2 april 1992) was een Zweeds zeiler.
Karlsson won tijdens de Olympische Zomerspelen 1956 de gouden medaille in de 5,5 meter klasse.

## Resultaten

### Olympische Zomerspelen
| Jaar | Plaats    | Resultaten       |
| ---- | --------- | ---------------- |
| 1956 | Melbourne | 5,5 meter klasse |

1952: Britton Chance / Michael Schoettle / Edgar White / Sumner White
1956: Hjalmar Karlsson / Sture Stork / Lars Thörn
1960: George O’Day / Jim Hunt / Dave Smith
1964: Bill Northam / Peter O’Donnel / James Sargeant
1968: Jörgen Sundelin / Peter Sundelin / Ulf Sundelin